# NCIS: ハワイ シーズン1
アメリカのポリスプロシーデュラルテレビドラマ『NCIS: ハワイ』のシーズン1は2021-22年テレビシーズンにCBSで2021年9月20日から2022年5月23日まで放送された。このシーズンには22のエピソードが含まれている。
『NCIS: ハワイ』はハワイを拠点とする海軍犯罪捜査局の架空の特別捜査官のチームの活躍を描いている。シリーズにはヴァネッサ・ラシェイを筆頭にアレックス・タラント、ノア・ミルズ、ヤスミン・アル＝ブスタミ、ジェイソン・アントゥーン、トリ・アンダーソンおよびキアン・タランらが出演している。

## 登場人物と配役

### メイン
ジェーン・テナント
演 - ヴァネッサ・ラシェイ
NCISの特別捜査官で、ハワイ支局の初めての女性のチームリーダー
若き日のジェーン・テナント：演 - ロンダ・カハナ
カイ・ホルマン
演 - アレックス・タラント
チームの新人NCIS捜査官で、最近父親の面倒を見るために故郷に戻ってきた
ジェス・ブーン
演 - ノア・ミルズ
テナントの腹心で副官。元ワシントンDCの殺人課刑事で島のハイキングコースをよく知っている
ルーシー・タラ
演 - ヤスミン・アル＝ブスタミ
ハワイ支局の若手現場捜査官。ウィスラーに好意をもたれ、その後恋人となる
アーニー・マリク
演 - ジェイソン・アントゥーン
ハワイ支局のサイバー情報スペシャリスト
キャサリン・マリー・"ケイト"・ウィスラー
演 - トリ・アンダーソン
国防情報局（DIA）で、後に連邦捜査局（FBI）特別捜査官でNCIS-FBIリエゾン。タラの好意の相手で後に恋人となる
アレックス・テナント
演 - キアン・タラン（シーズン1-2、シーズン3にゲスト出演）
ジェーンの長子

### リカーリング
ジョー・ミリウス大佐
演 - エンヴェア・ジョカイ
太平洋艦隊司令官の副参謀長、後にペンタゴンに異動。ジェーンの好意の対象でもあり、彼の転勤が正式に決まって二人はついに関係を完結させた
ジュリー・テナント
演 - マヒナ・ナポレオン
ジェーンの末子
マギー・ショー
演 - ジュリー・ホワイト
元CIA局員。ジェーンの以前の指導者で友人
ノーマン・”ブン・ブン"・ゲイツ大尉
演 - シャリフ・アトキンス
チームの爆発物専門家
カーラ・チェイス軍医中佐
演 - シーナ・コフォエド
パールハーバー・ヒッカム統合基地に配属された検視官

### ゲスト
デビット・ソラ
演 - ビューラ・コアレ
ニュージーランドの諜報員
ニール・パイク
演 - マーク・ゲスナー
沿岸警備隊捜査部の特別捜査官

### クロスオーバー
ニック・トーレス
演 - ウィルマー・バルデラマ
テナントととの過去の関係があるNCIS特別捜査官
ジェシカ・ナイト
演 - カトリーナ・ロー
NCIS特別捜査官
ケイシー・ハインズ
演 - ディオナ・リーズノーバー
ワシントンDCのチームの鑑識専門家
アルデン・パーカー
演 - ゲイリー・コール
ワシントンDCの重大事件対応チームのNCIS監督特別捜査官

## エピソード
| 通算 話数 | シーズン 話数 | タイトル                           | 監督                     | 脚本                                                         | 放送日         | 製作 番号 | U.S.視聴者数 (百万人) |
| --- | ------------- | ---------------------------------- | ------------------------ | ------------------------------------------------------------ | -------------- | --------- | --------------------- |
| 1 | 1             | "海軍極秘プロジェクト" "Pilot"     | ラリー・テン             | マット・ボザック、ジャン・ナッシュ、クリストファー・シルバー | 2021年9月20日  | HAW101    | 6.59                  |
| 海軍の実験機が山に墜落し、パイロットが死亡したことで、ハワイの平和は打ち砕かれた。NCISのジェーン・テナント特別捜査官と彼女のチームであるNCIS捜査官ジェシー・ブーン、ルーシー・タラ、カイ・ホルマン、そしてNCISのコンピューター専門家アーニー・マリクは、墜落の責任者が誰なのかを疑問に思い、チームとともに事件を捜査する。                                                                                 |               |                                    |                          |                                                              |                |           |                       |
| 2 | 2             | "爆弾" "Boom"                      | ラリー・テン             | ジャン・ナッシュ、クリストファー・シルバー                   | 2021年9月27日  | HAW102    | 5.54                  |
| 装甲トラックが襲撃され、警備員の一人が殺害され、同僚が生き残ったが、ジェーンとチームは世界中で同様の攻撃があったという証拠を見つける。一方、カイは必死に新しい家を探そうとする。また、ルーシーとDIA職員のケイト・ウィスラーは、以前の関係について対立する。 |               |                                    |                          |                                                              |                |           |                       |
| 3 | 3             | "希望のバトン" "Recruiter"         | ルーベン・ガルシア       | マット・ボザック、ヤールン・トゥ                             | 2021年10月4日  | HAW103    | 5.54                  |
| 軍隊に入隊することで道を踏み外した子供たちに新しい道を見つけさせようとした海軍の下士官が射殺される。カイはハワイに住む最も古いサーフギャングのメンバーと親しくなって情報を得るために潜入捜査を行う。 |               |                                    |                          |                                                              |                |           |                       |
| 4 | 4             | "パニオロ" "Paniolo"               | ラリー・テン             | ノア・エヴスリン                                             | 2021年10月11日 | HAW104    | 5.29                  |
| 勤務時間外の海兵隊員（ハワイ生まれ）が馬に乗って外に出ていたところを銃撃され、チームは犯人を特定して裁判にかけるため、パニオロ（ハワイのカウボーイ）コミュニティの信頼を得ようと奮闘する。 |               |                                    |                          |                                                              |                |           |                       |
| 5 | 5             | "自衛官殺害事件" "Gaijin"          | ティム・アンドリュー     | ロン・マッギー                                               | 2021年10月18日 | HAW105    | 5.35                  |
| オアフ島のダウンタウンのベンチで日本人船員が刺殺されているのが発見される。チームは主な容疑者が日本にいる被害者のガールフレンドの殺人にも関わっていることを発見する。チームは、間違った人物が告発され、米国と日本の間に外交危機を引き起こす前に、真犯人を見つけようと奮闘する。 |               |                                    |                          |                                                              |                |           |                       |
| 6 | 6             | "ハネムーン誘拐事件" "The Tourist" | Yangzom Braun            | エイミー・ラトバーグ                                         | 2021年11月1日  | HAW106    | 5.07                  |
| チームは世界的スターが誘拐された事件を捜査するが、その世界的スターと彼女の新しい夫は見かけ通りの人物ではないことが判明する。この事件は、独自の目的を持つウィスラーとチームを対立させる。一方、ジェーンのかつてのCIAの指導者であり友人でもあるマギー・ショーがハワイを訪ねてくる。 |               |                                    |                          |                                                              |                |           |                       |
| 7 | 7             | "栄光の代償" "Rescuers"            | ジェームズ・バンフォード | ヤキラ・チェンバース                                         | 2021年11月8日  | HAW107    | 5.11                  |
| 海軍の下士官が殺害され、チームは沿岸警備隊の救助水泳員である彼の恋人をさらなる攻撃から守るために介入する。 |               |                                    |                          |                                                              |                |           |                       |
| 8 | 8             | "奪われた聖域" "Legacy"            | リサ・デメイン           | ヤールン・トゥ                                               | 2021年11月29日 | HAW108    | 5.02                  |
| 反資本主義者の遺体が野原で発見され、チームは環境活動家と土地の支配権を狙うテクノロジー界の大富豪との戦いに巻き込まれる。一方、ジェーンはミリアス大佐とデートする。 |               |                                    |                          |                                                              |                |           |                       |
| 9 | 9             | "英雄の正体" "Impostor"            | ローレン・ヤコネリ       | マット・ボザック                                             | 2021年12月6日  | HAW109    | 5.16                  |
| 第二次世界大戦中に活躍した海軍将校の遺骨が浜辺の洞窟で発見され、チームはその遺骨が80年前に殺害されたと思われていたにもかかわらず、真珠湾攻撃80周年の式典で表彰される予定の100年前の生存者のものであることを突き止める。 注：このエピソードは、国籍や民族に関係なく、真珠湾攻撃の犠牲者と生存者に捧げられた。                                                                                               |               |                                    |                          |                                                              |                |           |                       |
| 10 | 10            | "失われた兵器" "Lost"              | ティム・アンドリュー     | ジャン・ナッシュ                                             | 2022年1月3日   | HAW110    | 4.91                  |
| チームは、密輸武器が詰まった輸送コンテナが行方不明になった事件を調査し、DIAのケイト・ウィスラーと再会する。 |               |                                    |                          |                                                              |                |           |                       |
| 11 | 11            | "ポーカーゲーム" "The Game"        | ジェームズ・ヘイマン     | ノア・エヴスリン、エイミー・ラトバーグ                       | 2022年1月17日  | HAW111    | 5.01                  |
| 麻薬の売人を逮捕するために集めた証拠が消え、チームはホノルル警察の刑事と協力して犯人を突き止め、ルーシーを闇ポーカーの大会に潜入させる。一方、ウィスラーの元恋人が街にやってきて、ルーシーは自分の気持ちと折り合いをつけるのに苦労する。 |               |                                    |                          |                                                              |                |           |                       |
| 12 | 12            | "スパイ（前編）" "Spies, Part 1"   | レヴァー・バートン       | ヤキラ・チェンバース、ロン・マッギー                         | 2022年1月23日  | HAW112    | 9.79                  |
| チームは海軍技師の死を調査していたが、彼が生前最後に会った人物が、ジェーンの師であり後に誘拐された友人でもあるマギー・ショーだったことが明らかになり、事件はジェーンにとって個人的なものに変わっていく。ニュージーランドから来た諜報部のケース・オフィサーと行動を共にすることになるが、彼は自分が担当している事件の手がかりが、ひいては中国のために暗躍する秘密工作員につながるかもしれないと考えていた。 |               |                                    |                          |                                                              |                |           |                       |
| 13 | 13            | "スパイ（後編）" "Spies, Part 2"   | テッサ・ブレイク         | クリストファー・シルバー                                     | 2022年1月24日  | HAW113    | 5.41                  |
| マギー誘拐事件の捜査を続けるジェーンは、やがて友人／恩師が見かけとは違う人物であることを明らかにする情報を見つける。ジェーンはチームとウィスラーの協力を得て、マギーの調査を進める。 |               |                                    |                          |                                                              |                |           |                       |
| 14 | 14            | "見えない攻撃" "Broken"            | ノーマン・バックリー     | マット・ボザック、ジャン・ナッシュ                           | 2022年2月28日  | HAW114    | 4.54                  |
| ジェーンは、最近中国のスパイとして働いていたことが暴露され、失脚したCIA職員マギー・ショーとの交友関係について問いただす委員会の矢面に立ち、チームは海兵隊員グループが超音波を発することができる兵器によって外耳道の損傷を含む謎の症状で倒れた案件を調査する。 |               |                                    |                          |                                                              |                |           |                       |
| 15 | 15            | "ハワイの海賊" "Pirates"           | ティム・アンドリュー     | ヤールン・トゥ                                               | 2022年3月7日   | HAW115    | 5.38                  |
| 娘のグレイシーと過ごすジェシーの一日は、海賊の一団がヨットを襲撃し、全員を人質に取ったことで台無しになる。ジェシーは自分とグレイシー、そして人質を守るために戦い、同僚たちは手遅れになる前に人質を救おうと奔走する。 |               |                                    |                          |                                                              |                |           |                       |
| 16 | 16            | "親と子と" "Monster"               | レスリー・ホープ         | ロン・マッギー                                               | 2022年3月14日  | HAW116    | 5.10                  |
| ピッツバーグでNCIS捜査官とFBI捜査官2人を殺害した殺し屋がハワイに現れ、カイはさらなる犠牲者が出る前に彼を追い詰めるため、高級レストランのシェフとして潜入する。一方、ジェーンと元夫ダニエルは、息子のアレックスがアマースト大学に入学したことを知り、ダニエルはそれを嫌悪する。 |               |                                    |                          |                                                              |                |           |                       |
| 17 | 17            | "天才プログラマー" "Breach"        | クリスティン・ムーア     | ヤキラ・チェンバース                                         | 2022年3月21日  | HAW117    | 5.07                  |
| ランサムウェアの攻撃でダムが機能不全に陥いり、アーニーとハッカー集団は、ハワイが全電力を失う前に犯人を見つけ、阻止するという任務を与えられる。 |               |                                    |                          |                                                              |                |           |                       |
| 18 | 18            | "TNT" "T'N'T"                      | ライオネル・コールマン   | クリストファー・シルバー、メーガン・バカラック               | 2022年3月28日  | HAW118    | 6.13                  |
| 待ち伏せに遭い、護送中の目撃者が死亡、銃撃戦の末に遺体も消失したことを受け、NCISワシントンDCチームのニック・トーレスとジェシカ・ナイト特別捜査官は、ジェーンやハワイチームと協力して犯人を突き止める。 このエピソードは、『NCIS_〜ネイビー犯罪捜査班』シーズン19のエピソード17から始まるクロスオーバーイベントを完結させる。                                                                               |               |                                    |                          |                                                              |                |           |                       |
| 19 | 19            | "命の守り手" "Nurture"             | リン・オーディング       | ジャン・ナッシュ                                             | 2022年4月18日  | HAW119    | 5.09                  |
| エキゾチックアニマルを積んだ船が座礁して難破し、チームは難破の状況を調べ、オアフ島の野生生物に脅威を与える可能性のあるエキゾチックアニマルを見つけるために活動する。一方、ジェーンは息子のアレックスに関する知らせを受け取る。また、カイは魚類野生生物局の職員をデートに誘う。 |               |                                    |                          |                                                              |                |           |                       |
| 20 | 20            | "週末の連続殺人" "Nightwatch"      | ターニャ・マキアナン     | エイミー・ラトバーグ                                         | 2022年5月2日   | HAW120    | 5.21                  |
| チームの休日は、殺人事件に関与した海軍水兵の捜査に招集されて中断される。 |               |                                    |                          |                                                              |                |           |                       |
| 21 | 21            | "再会の時" "Switchback"            | ジェームズ・ホイットモア | ノア・エヴスリン                                             | 2022年5月16日  | HAW121    | 4.97                  |
| ミリアス大佐がハワイに戻り、ジェーンとそのチームに極秘の捕虜交換に関する支援を依頼する。この件が暴露されたり、何らかの形で妨害されたりすれば、米国とロシアの間で新冷戦が勃発する恐れがある。 |               |                                    |                          |                                                              |                |           |                       |
| 22 | 22            | "オハナ" "Ohana"                   | ティム・アンドリュー     | マット・ボザック、クリストファー・シルバー                   | 2022年5月23日  | HAW122    | 5.47                  |
| 捕虜交換の後、チームはミリアス大佐と協力し、誰がその交換を知っていたのか、海軍司令官を毒殺した犯人なのかを突き止めようと努める。 |               |                                    |                          |                                                              |                |           |                       |

## 製作

### 企画
2021年2月16日、匿名の情報筋がハリウッド・リポーター誌に『NCIS』フランチャイズの4番目のシリーズとなる可能性がある『NCIS: ハワイ』の契約が、CBSからの直接のシリーズ発注に近づいていると語った。また、クリストファー・シルバー、ジャン・ナッシュおよびマット・ボザックが原案と製作総指揮を務め、シルバーとナッシュは共同でショーランナーも務めるともしている。フランチャイズの他のシリーズとは異なり、別のシリーズ内に設定された裏パイロット版から開始する予定はない。このシリーズのロケ地はCBSの別のハワイを舞台としたドラマ『私立探偵マグナム』とのクロスオーバーの可能性も生み出すだろう。『NCIS:LA 〜極秘潜入捜査班』は『私立探偵マグナム』のすでに終了した姉妹シリーズである『HAWAII FIVE-0』と2012年にクロスオーバーしたことがある。情報筋によると、プロデューサーはすでにパイロット版の監督を探し始めており、脚本家の採用に取り組んでいるということだった。
2021年4月初旬、このシリーズが2021-22年テレビシーズンに採用される予定であると報じられた。2021年4月23日にCBSは正式に『NCIS: ハワイ』のシリーズを発注した。ラリー・テンがパイロット版が製作総指揮を務めることも発表された。ボザック、ナッシュおよびシルバーがパイロット版の脚本を執筆した。シリーズ名も、ハワイ語で使用されている公式のスペルを反映するためにオキナが追加されて、正式に NCIS: Hawaiʻi に変更された。2021年10月11日、CBSはフルシーズンでこのシリーズを採用した。2022年1月3日、2022年3月28日に親シリーズ『NCIS 〜ネイビー犯罪捜査班』のシーズン19とのクロスオーバーが行われることが発表された。両シリーズのショーランナーは、以前にクロスオーバーについて言及しており、CBSエンターテインメント社長のケリー・カールは、『NCIS: ハワイ』の最初のエピソードのバッチが終了した後にクロスオーバーに関する議論が始まると述べていた。2022年3月31日、CBSはシーズン2の製作を決定し、2022年9月19日に放映が始まった。

### キャスティング
2021年4月7日、CBSが『NCIS』フランチャイズで初の女性の主役となる『NCIS: ハワイ』の女性主役のキャストを探していると報じられた。女性主役のキャラクター名は仮にジェーン・テナントとされ、その役と他の主要キャラクターのキャスティングがほぼ同時期に始められた。2021年4月30日、ヴァネッサ・ラシェイがジェーン・テナント役でシリーズのレギュラーに抜擢されたことが報じられた。一方、ヤスミン・アル＝ブスタミとジェイソン・アントゥーンもルーシーとアーニー役でシリーズのレギュラーに抜擢された。ノア・ミルズがジェシー役でキャストに加わったことが発表された。トリ・アンダーソンとキアン・タランがケイト・ウィスラーとアレックス役でシリーズレギュラーに抜擢された。2021年7月8日、アレックス・タラントがカイ役でメインキャストに加わり、エンヴェア・ジョカイがリカーリングロールのジョー・ミリアス役で出演することが発表された。
元『HAWAII FIVE-0』の出演者、ビューラ・コアレが、シリーズ初の2話連続エピソードにゲストとして出演した。『NCIS 〜ネイビー犯罪捜査班』の出演者、ウィルマー・バルデラマとカトリーナ・ローが『NCIS』のキャラクターとして出演した（ローは『HAWAII FIVE-0』にも出演した）。ゲイリー・コールとディオナ・リーズノーバーもまた『NCIS』の登場人物としてクロスオーバーに出演した。

## 視聴者数
| No. | タイトル               | 放送日         | レイティング (18–49) | 視聴者数 (百万人) | DVR (18-49) | DVR視聴者数 (百万人) | 合計 (18-49) | 合計視聴者数 (百万人) |
| --- | ---------------------- | -------------- | -------------------- | ----------------- | ----------- | -------------------- | ------------ | --------------------- |
| 1   | "海軍極秘プロジェクト" | 2021年9月20日  | 0.51                 | 6.59              | 0.25†       | 2.62†                | 0.76†        | 9.21†                 |
| 2   | "爆弾"                 | 2021年9月27日  | 0.50                 | 5.54              | 0.19†       | 1.96†                | 0.69†        | 7.50†                 |
| 3   | "希望のバトン"         | 2021年10月4日  | 0.48                 | 5.54              | 0.21†       | 2.16†                | 0.69†        | 7.70†                 |
| 4   | "パニオロ"             | 2021年10月11日 | 0.42                 | 5.29              | 0.23        | 2.55                 | 0.65         | 7.84                  |
| 5   | "自衛官殺害事件"       | 2021年10月18日 | 0.48                 | 5.35              | 0.24        | 2.64                 | 0.72         | 7.99                  |
| 6   | "ハネムーン誘拐事件"   | 2021年11月1日  | 0.48                 | 5.07              | 0.21†       | 2.03†                | 0.69†        | 7.10†                 |
| 7   | "栄光の代償"           | 2021年11月8日  | 0.45                 | 5.11              | 0.19†       | 1.98†                | 0.64†        | 7.09†                 |
| 8   | "奪われた聖域"         | 2021年11月29日 | 0.46                 | 5.02              | 0.30        | 3.00                 | 0.76         | 8.02                  |
| 9   | "英雄の正体"           | 2021年12月6日  | 0.44                 | 5.16              | 0.28        | 2.57                 | 0.71         | 7.73                  |
| 10  | "失われた兵器"         | 2022年1月3日   | 0.38                 | 4.92              | 0.23†       | 2.30†                | 0.61†        | 7.22†                 |
| 11  | "ポーカーゲーム"       | 2022年1月17日  | 0.41                 | 5.01              | 0.22†       | 2.38†                | 0.63†        | 7.39†                 |
| 12  | "スパイ（前編）"       | 2022年1月23日  | 2.1                  | 9.79              | TBD         | TBD                  | TBD          | TBD                   |
| 13  | "スパイ（後編）"       | 2022年1月24日  | 0.5                  | 5.41              | TBD         | TBD                  | TBD          | TBD                   |
| 14  | "見えない攻撃"         | 2022年2月28日  | 0.4                  | 4.54              | TBD         | TBD                  | TBD          | TBD                   |
| 15  | "ハワイの海賊"         | 2022年3月7日   | 0.5                  | 5.38              | TBD         | TBD                  | TBD          | TBD                   |
| 16  | "親と子と"             | 2022年3月14日  | 0.5                  | 5.10              | TBD         | TBD                  | TBD          | TBD                   |
| 17  | "天才プログラマー"     | 2022年3月21日  | 0.5                  | 5.07              | TBD         | TBD                  | TBD          | TBD                   |
| 18  | "TNT"                  | 2022年3月28日  | 0.5                  | 6.13              | TBD         | TBD                  | TBD          | TBD                   |
| 19  | "命の守り手"           | 2022年4月18日  | 0.4                  | 5.09              | TBD         | TBD                  | TBD          | TBD                   |
| 20  | "週末の連続殺人"       | 2022年5月2日   | 0.4                  | 5.21              | 0.22†       | TBD                  | TBD          | TBD                   |
| 21  | "再開の時"             | 2022年5月16日  | 0.3                  | 4.97              | 0.27†       | 2.27†                | 0.14†        | 7.24†                 |
| 22  | "オハナ"               | 2022年5月23日  | 0.4                  | 5.47              | 0.18†       | 3.44†                | 0.17†        | 8.91†                 |

†これらのDVR評価はライブ+3日間の評価結果に基づいている